# Le Boxeur
Le Boxeur est un tableau réalisé par le peintre français Pierre Bonnard en 1931. Cette huile sur toile est un autoportrait dans lequel l'artiste se représente en buste devant un fond jaune, le torse nu et les poings levés à la façon d'un boxeur. Demeurée jusqu'en 1942 à la galerie Bernheim-Jeune, à Paris, l'œuvre passe plus tard dans la collection privée de Philippe Meyer. Elle est conservée depuis 2000 au musée d'Orsay.